# ووکد
ووکد (به انگلیسی: Vavakkad) یک روستا در هند است که در Ernakulam district واقع شده‌است.

## نگارخانه

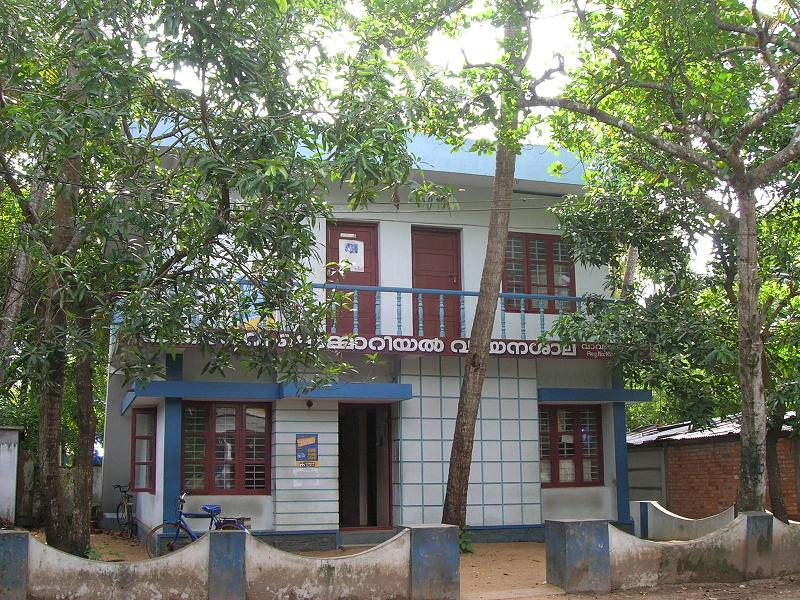
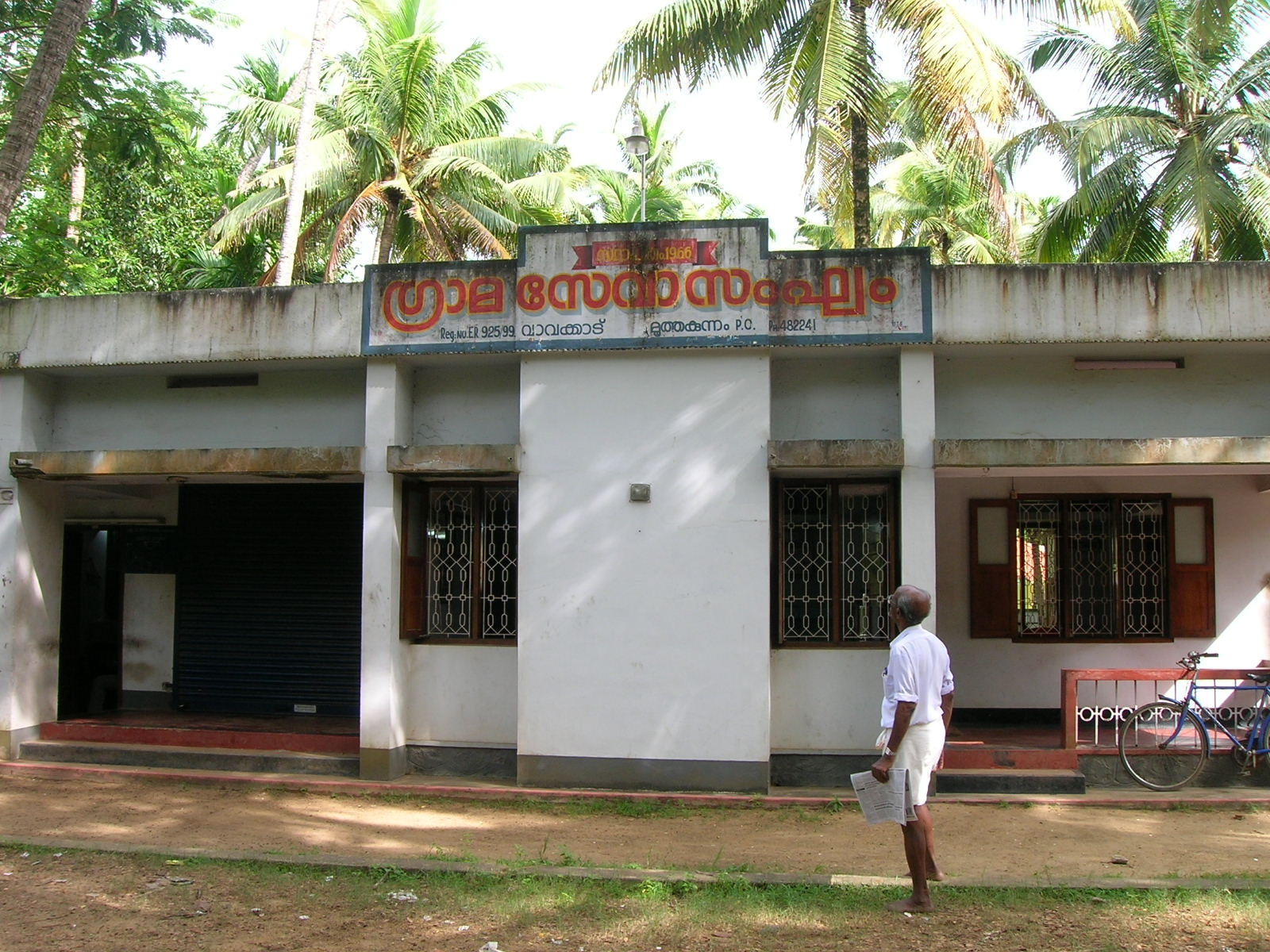
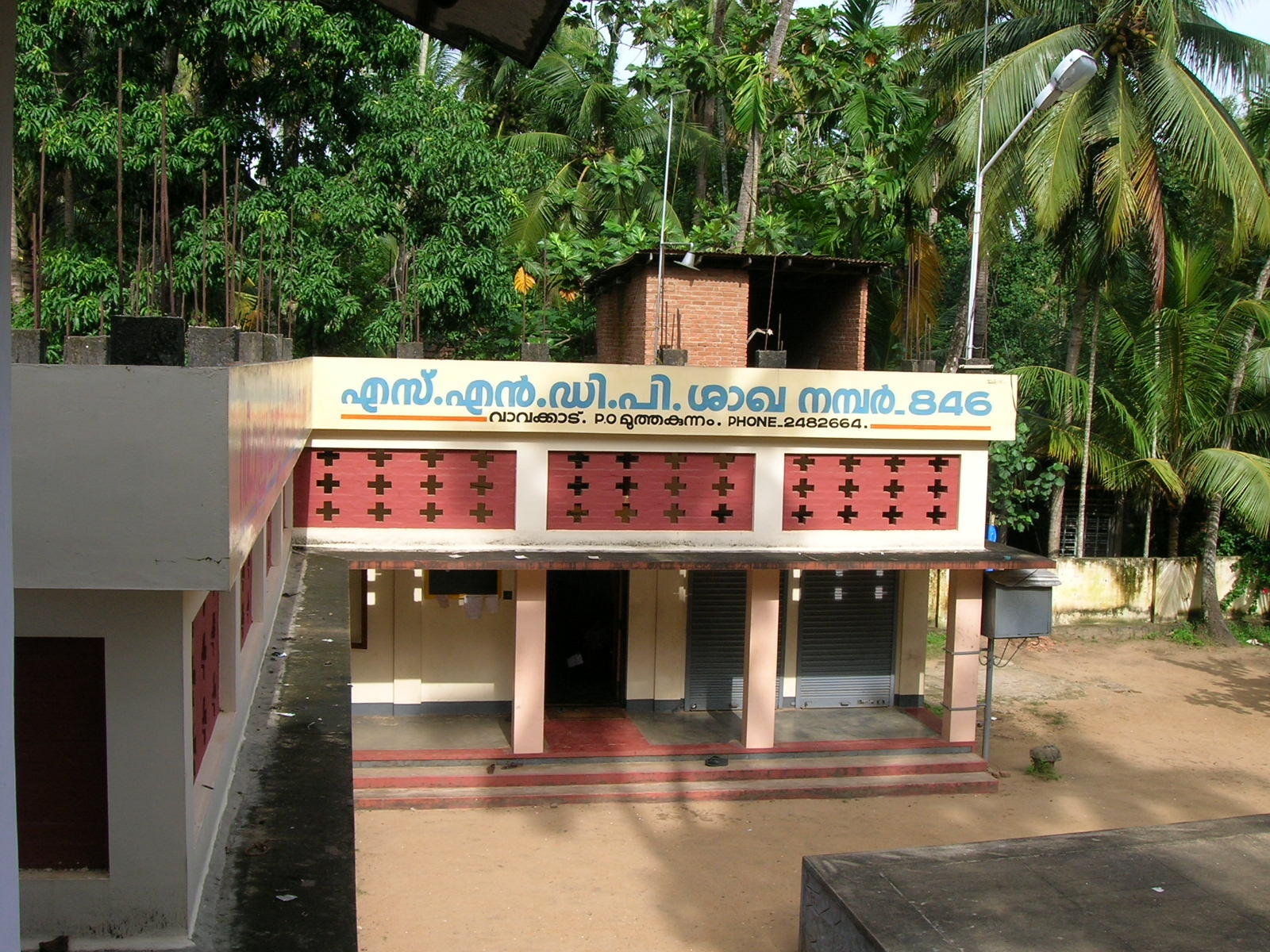
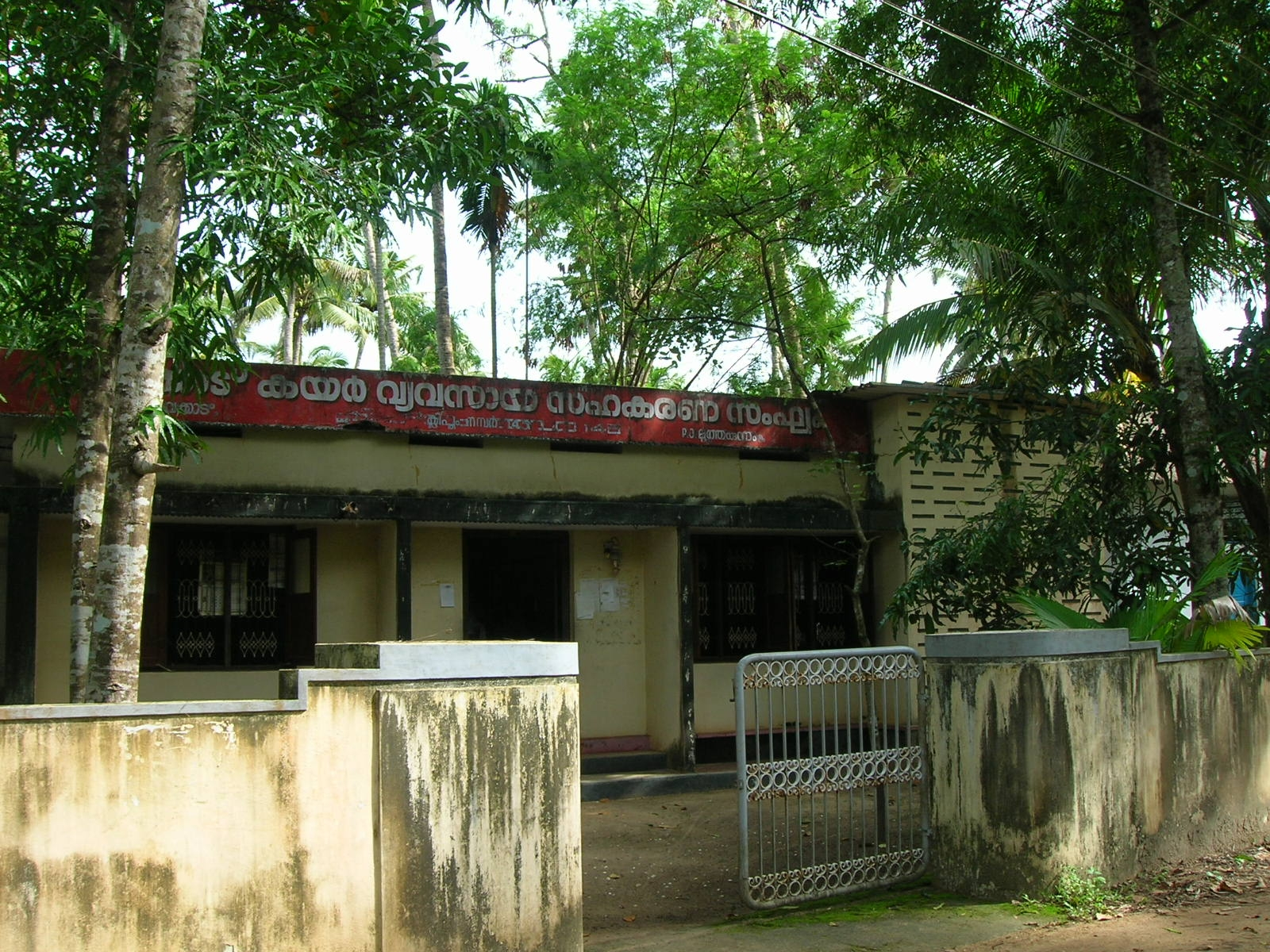